# Jungermannia cheniana
Jungermannia cheniana là một loài Rêu trong họ Jungermanniaceae. Loài này được C. Gao, Y.H. Wu & Grolle mô tả khoa học đầu tiên năm 2003.